# Вир пам'яті
«Вир пам'яті» (пол. Wir pamięci) — соціально-фантастичний роман польського письменника Едмунда Внук-Липинського, виданий 1979 року. Дебютний роман автора, перша книга в трилогії «Апостезіон», яка розповідає про тоталітарну, острівну державу з такою назвою, в якій разом правили технократи з таємної групи експертів та всесильними спецслужбами.

## Видання
Першим видавцем книги став кооператив «Чительник». У 1988 році його знову опублікувало Національну видавничу агентство. У 2000 році видавництво SuperNOWA зібрало всі три частини «Апостезіона» в одному томі, в тому числі й нагороджені меморіальною премією імені Януша Зайделя «Напіврозпад» і «Заснування мура», водночас, вдалося відновити тексти до первісної форми, позбавленої цензурних втручань, які характеризують попереднє видання. Всі три частини трилогії також з'явилися у вигляді аудіокниг, прочитаних Кшиштофом Гребським.

## Сюжет
Альберт Варденсон є членом таємничої групи експертів, які впевнені, що вони є найвищим органом влади в Апостезіоні. Він був у щасливих відносинах протягом декількох місяців, що є повною новинкою в його самотньому житті до певного моменту. Однак незалежні, сміливі думки Варденсона вважаються загрозливими для держави. Президія Комісії та спецслужби вирішують розглядати її по-іншому, ніж попередні подібні справи. Замість примусової «реабілітації» він піддається операції зі зміни особистості за інноваційним методом. Після операції він прокидається як Іра Догов, скромний кур'єр, який тримав тіло Альберта, проте в своєму мисленні повинен бути абсолютно новою людиною, зі штучно створеними спогадами тощо. У перші тижні свого нового життя він залишається під помірним наглядом з боку спецслужби. Тим часом, група професіональних злочинців отримує від анонімного, але дуже заможного й добре поінформованого Спонсора наказ викрасти Варденсона/Догову, дівчину Варденсон та лікаря, який проводив його лікування. Розпочинається протистояння між таємною поліцією та людьми з підземного світу.